# Westea banksiae
Westea banksiae är en svampart som beskrevs av H.J. Swart 1988. Westea banksiae ingår i släktet Westea, klassen Dothideomycetes, divisionen sporsäcksvampar och riket svampar.   Inga underarter finns listade i Catalogue of Life.